# Phoebe zhennan
Phoebe zhennan ist ein Baum in der Familie der Lorbeergewächse aus dem südwestlichen bis zentralen China, Sichuan, Guizhou, Hunan, Chongqing bis Henan, Hubei. Phoebe zhennan wird wie verschiedene andere Phoebe- und Machilus-Arten als Nanmu bezeichnet.

## Beschreibung
Phoebe zhennan wächst als immergrüner Baum bis über 32 Meter hoch. Der Stammdurchmesser erreicht bis über 1,2 Meter. Die braune bis grau-braune Borke ist in Alter schuppig bis rissig. Die Art kann über 1000 Jahre alt werden.
Die wechselständigen Laubblätter sind kurz gestielt. Der behaarte Blattstiel ist bis 2 Zentimeter lang. Die bis 12 Zentimeter langen Blätter sind dünnledrig und ganzrandig, verkehrt-eiförmig, -eilanzettlich bis elliptisch, lanzettlich und spitz bis zugespitzt. Die Blätter sind oberseits kahl bis auf der Mittelader leicht behaart und unterseits auf den Adern behaart.
Es werden end- oder achselständige, kleine und etwas behaarte Rispen an den Zweigenden gebildet. Die kurz gestielten, dreizähligen, gelblichen Blüten sind zwittrig mit einfacher Blütenhülle. Es ist ein kleiner Blütenbecher vorhanden. Die Tepalen stehen in zwei Kreisen. Es sind 9 Staubblätter in drei Kreisen sowie behaarte, pfeilförmige Staminodien vorhanden. Die Staubfäden sind behaart und im 3. Kreis sind Drüsen an der Basis vorhanden. Der fast kahle Fruchtknoten ist oberständig mit kurzem Griffel und schüsselförmiger Narbe.
Es werden kleine und einsamige, bis 1,4 Zentimeter lange, eiförmige bis ellipsoide Beeren mit beständigem, ledrigem Perianth gebildet.

## Verwendung
Das schöne und duftende, schwere, beständige, gelb-braune Holz ist sehr begehrt, es wurde beim Bau der Verbotenen Stadt oder für Grabstädten und Bauten der Ming verwendet. Auch wurde es als Sargholz von der Oberschicht genutzt sowie für Möbel oder Furnier. Ein sehr alter, großer, schwerer Stamm der zufällig in einem Fluss entdeckt wurde und zuerst gar nicht erkannt wurde, war mehr als 2,5 Millionen Euro wert. Auch wurde ein sehr altes, seltenes Holzhaus ganz aus dem Holz entdeckt, welches noch nach Jahrhunderten gut erhalten ist.